# Tigran Mansurian
Tigran Mansurian, en armeni: Տիգրան Մանսուրյան (Beirut, 27 de gener de 1939), és un destacat compositor armeni de música clàssica i partitures de cinema, Artista popular de l'RSS armènia (1990), i treballador artístic honorífic de l'RSS armènia (1984). És autor d'obres orquestrals, de cambra, corals i vocals, que s'han interpretat arreu del món. Va ser nominat als premis Grammy el 2004 i el 2017.

## Biografia
Mansurian va néixer a Beirut, Líban, el 27 de gener de 1939. La seva família es va traslladar a Armènia el 1947 i es va establir a Yerevan el 1956, on es va educar. Va estudiar primer a l'Escola de Música Romanos Melikian amb el compositor armeni Edvard Baghdasaryan i més va obtenir el seu doctorat amb Lazar Saryan al Conservatori Estatal de Yerevan, on més tard ensenyà anàlisi musical.
Durant els seus anys d'estudi va escriure diferents obres de gèneres variats i va ser premiat per algunes d'elles. Va ensenyar teoria de la música moderna al Conservatori de 1967 a 1986. Va ser el rector del Conservatori de 1992 a 1995. El seu àlbum "Monodia" va ser nominat al premi Grammy 2004 a la "Millor interpretació de solista(s) instrumental (amb orquestra)" i "Millor composició clàssica contemporània". Va rebre el premi presidencial d'Armènia per immortalitzar la memòria dels màrtirs i per presentar al món el genocidi armeni a través de l'àlbum "Rèquiem". Aquest va ser nominat en dues categories, "Millor composició contemporània". Composició clàssica contemporània" i "Millor interpretació coral", a la 60a edició dels premis Grammy el 2017.

## Enregistraments
- Tigran Mansurian: String Quartets - Rosamunde Quartett (ECM 1905)
- Tigran Mansurian: "…and then I was in time again", Lachrymae, Confessing with Faith – Kim Kashkashian, viola; Jan Garbarek, soprano saxophone; The Hilliard Ensemble; Christoph Poppen, conductor; Münchener Kammerorchester. (CD ECM 1850/51)
- Tigran Mansurian: Havik, Duet for viola and percussion – Kim Kashkashian, viola; Robyn Schulkowsky, percussion; Tigran Mansurian, piano, voice. (CD ECM 1754)
- Tigran Mansurian: Quasi parlando - Patricia Kopatchinskaja, violin; Anja Anja Lechner, violonchello; Amsterdam sinfonietta; Candida Thompson. (ECM new series 2323)

## Ràpid reconeixement
Es va convertir ràpidament en un compositor reconegut a Armènia i va establir moltes relacions creatives amb músics i compositors internacionals com Valentín Silvèstrov, Arvo Pärt, Alfred Schnittke, Sofia Gubaidúlina, Andrei Volkonski, Iedisson Deníssov, Kim Kashkashian, Jan Garbarek i la Hilliard Ensemble.
Les composicions de Mansurian van des d'obres orquestrals a gran escala fins a cançons individuals. També va compondre diverses partitures de pel·lícules entre 1968 i 1980. El 2017, Tigran Mansurian va llançar un àlbum titulat Rèquiem, una col·lecció de vuit peces "Dedicades a la memòria de les víctimes del genocidi armeni". La música cinematogràfica de Mansurian és melodia, lirisme i contribueix en gran manera a completar la descripció artística de la pel·lícula. Les obres del compositor s'han interpretat a les sales de concerts més importants de Londres, París, Roma, Milà, Berlín, Viena, Moscou, Nova York, Los Angeles i altres ciutats.